# Наномотор
Наномотор — молекулярное устройство, способное преобразовывать энергию в движение. В типичном случае он может создавать силу порядка одного пиконьютона.
Предлагаемое направление исследований связано с интеграцией молекулярных моторов белков, обнаруженных в живых клетках, в молекулярные моторы, имплантированные в искусственные устройства. Такие двигательные белки способны перемещать «груз» в пределах этого устройства посредством белковой динамики, подобно тому, как кинезин передвигает различные молекулы по каналам микротрубочек внутри клеток.
Запуск и остановка таких моторов белков предполагает удержание АТФ в молекулярных структурах, чувствительных к ультрафиолетовому свету. Импульсы ультрафиолета тем самым обеспечивают импульсы движения. Наномоторы могут быть сделаны с использованием синтетических материалов и химических методов.

## Наномотор на углеродных нанотрубках
Исследовательская группа, возглавляемая американским учёным Джозефом Вангом, сделала прорыв в разработках, создав новое поколение каталитических наномоторов с топливным двигателем, которые в 10 раз мощнее всех существующих наномашин. Это важный шаг на пути создания источника энергии для питания наномашин завтрашнего дня.